# Campionato del mondo di calcio da tavolo 2005
Il Campionato del mondo di calcio da tavolo 2005 si tenne a Tournai.

## Medagliere
| Pos. | Paese       | Oro | Argento | Bronzo | Totale |
| ---- | ----------- | --- | ------- | ------ | ------ |
| 1    | Italia      | 4   | 1       | 2      | 7      |
| 2    | Belgio      | 3   | 3       | 4      | 10     |
| 3    | Portogallo  | 2   | 0       | 3      | 5      |
| 4    | Francia     | 1   | 0       | 2      | 3      |
| 5    | Danimarca   | 0   | 2       | 0      | 2      |
| 6    | Austria     | 0   | 1       | 3      | 4      |
| 7    | Grecia      | 0   | 1       | 1      | 2      |
| -    | Paesi Bassi | 0   | 1       | 1      | 2      |
| 9    | Malta       | 0   | 1       | 0      | 1      |
| -    | Germania    | 0   | 1       | 0      | 1      |
| 11   | Inghilterra | 0   | 0       | 2      | 2      |
| 12   | Spagna      | 0   | 0       | 1      | 1      |

## Categoria Open

### Risultati
Prima fase a gironi ed Eliminazione Diretta
- Individuale

| Oro     | Massimo Bolognino          | Italia                  |
| Argento | Alain Hanotiaux            | Belgio                  |
| Bronzo  | Darren Clark Eric Verhagen | Inghilterra Paesi Bassi |

- Squadre

| Oro     | Italia Luca Capellacci, Massimo Bolognino, Francesco Mattiangeli, Antonio Mettivieri | Italia            |
| Argento | Grecia Nikos Beis, Christos Ricos, Giorgos Koutis, Velissarios Fragakis              | Grecia            |
| Bronzo  | Belgio ..., ..., ..., ... Portogallo ..., ..., ..., ...                              | Belgio Portogallo |

## Categoria Under19

### Risultati
Prima fase a gironi ed Eliminazione Diretta
- Individuale

| Oro     | Daniele Bertelli              | Italia            |
| Argento | Samuel Bartolo                | Malta             |
| Bronzo  | Arnaud Nullens Ricardo Barros | Belgio Portogallo |

- Squadre

| Oro     | Belgio Nicolas Baccega, Logan Carette, Arnaud Nullens, David Leroy, Justin Leroy | Belgio         |
| Argento | Germania Alexander Ruf, Timo Bartsch, Michael Stolzenberg, Patrick Schnieder     | Germania       |
| Bronzo  | Italia ..., ..., ..., ... Austria ..., ..., ..., ...                             | Italia Austria |

## Categoria Under15

### Risultati
Prima fase a gironi ed Eliminazione Diretta
- Individuale

| Oro     | Juan Gabriel Noguera        | Portogallo        |
| Argento | Kristian Staal Nielsen      | Danimarca         |
| Bronzo  | Bruno Fonseca Maxime Castel | Portogallo Belgio |

- Squadre

| Oro     | Portogallo Ruben Portugues, Joao Inacio, Bruno Fonseca, Ricardo Margarido | Portogallo     |
| Argento | Belgio Michaël Denooz, Rémy Huynh, Maxime Castel, Jérôme Herbecq          | Belgio         |
| Bronzo  | Italia ..., ..., ..., ... Francia ..., ..., ..., ...                      | Italia Francia |

## Categoria Veterans

### Risultati
Prima fase a gironi ed Eliminazione Diretta
- Individuale

| Oro     | Renzo Frignani                  | Italia         |
| Argento | Martijn Bom                     | Paesi Bassi    |
| Bronzo  | Michael Hasieber Fernando Gómez | Austria Spagna |

- Squadre

| Oro     | Francia Henri Cornu, Thierry Vivron, Laurent Garnier, Lionel Abecassis     | Francia            |
| Argento | Italia Riccardo Marinucci, Enrico Tecchiati, Massimo Conti, Renzo Frignani | Italia             |
| Bronzo  | Inghilterra ..., ..., ..., ... Belgio ..., ..., ..., ...                   | Inghilterra Belgio |

## Categoria Femminile

### Risultati
Prima fase a gironi ed Eliminazione Diretta
- Individuale

| Oro     | Delphine Dieudonné              | Belgio         |
| Argento | Kamilla Kristensen              | Danimarca      |
| Bronzo  | Aurélie Lucq Bettina Lenz-Exler | Belgio Austria |

- Squadre

| Oro     | Belgio Elodie Bertholet, Bénédicte Westrade, Cynthia Bouchez, Aurélie Lucq     | Belgio           |
| Argento | Austria Jelena Radic, Michaela Scherbaum, Bettina Lenz-Exler, Jennifer Kastner | Austria          |
| Bronzo  | Francia ..., ..., ..., ... Germania ..., ..., ..., ...                         | Francia Germania |